# Eucithara delacouriana
Eucithara delacouriana é uma espécie de gastrópode do gênero Eucithara, pertencente à família Mangeliidae.